# 韩哲一
韩哲一（1914年7月—2011年7月7日），原名韩同臣，男，回族，山东禹城人，中华人民共和国政治人物。

## 生平
早年担任中共高唐、平原、禹城联合县委副书记、夏津、濮县县长，中共卫东地委统战部部长，中共冀鲁豫区委经济部副部长，冀鲁豫行署副主任。
中华人民共和国成立后，历任平原省人民政府主席，华北行政委员会财委副主任，国家计委、国家经委副主任，中共中央华东局候补书记、书记、中共上海市委书记，任内成功解决安亭事件，上海市革命委员会副主任，上海市人民政府副市长，第六届全国人大财政经济委员会副主任。

## 家庭
韩子和本家侄子。